# Guindaste de roda dentada

Construção da Torre de Babel com um guindaste de roda dupla

Um guindaste de roda dentada (em latim: Magna Rotation) é um dispositivo de madeira para elevação e descida de objetos, alimentado por seres humanos. Foi usado principalmente durante o período romano e a Idade Média na construção de castelos e catedrais. A carga frequentemente pesada era levantada à medida que um indivíduo caminha dentro do guindaste de roda dentada.